# Coupe de France de futsal 2003-2004
Navigation
2002-2003 2004-2005
La Coupe nationale futsal 2003-2004 est la dixième édition de la Coupe de France de futsal.
Le Football Club de Mulhouse dispute et remporte aux tirs au but sa première finale de futsal face à l'Union sportive d'Ivry (4-4 tab 2-1).

## Tournoi final
Le finale nationale se déroule lors du week-end des 10 et 11 avril 2004 à Lons-le-Saunier.

### Clubs qualifiés
Deux clubs du Val-de-Marne, l'US Ivry et l'ASC Créteil, affiliés à la Ligue de Paris-Île-de-France de football, sont qualifiés en phase finale de la Coupe nationale. Le club de Créteil réussit cette performance durant sa première année d'existence.

### Phase de groupe
| Résultats                | Pts |
| ------------------------ | --- |
| Victoire                 | 4   |
| Victoire aux tirs au but | 2   |
| Défaite aux tirs au but  | 1   |
| Défaite                  | 0   |

### Phase finale
En demi-finale, l'AS Créteil mène 4-0 avant de pourtant s'incliner, (5-6). Les deux clubs ayant terminé second de leur groupe mais aussi marqué le plus de but au tour précédent se qualifient pour la finale.
|  | Demi-finales 11 avril 2004 | Demi-finales 11 avril 2004 |         |         | Finale 11 avril 2004 | Finale 11 avril 2004 |
|  | Demi-finales 11 avril 2004 | Demi-finales 11 avril 2004 |         |         | Finale 11 avril 2004 | Finale 11 avril 2004 |
|  |                            |                            |         |         |                      |                      |
|  |                            |                            |         |         |                      |                      |
|  |                            |                            |         |         |                      |                      |
|  | COS Villers-lès-Nancy      | 1                          |         |         |                      |                      |
|  | COS Villers-lès-Nancy      | 1                          |         |         |                      |                      |
|  | US Ivry                    | 6                          |         |         |                      |                      |
|  | US Ivry                    | 6                          | US Ivry | 4 tab 1 |                      |                      |
|  |                            |                            | US Ivry | 4 tab 1 |                      |                      |
|  |                            | FC Mulhouse                | 4 tab 2 |         |                      |                      |
|  | ASC Créteil Futsal         | FC Mulhouse                | 4 tab 2 | 5       |                      |                      |
|  | ASC Créteil Futsal         |                            |         | 5       |                      |                      |
|  | FC Mulhouse                | 6                          |         |         |                      |                      |
|  | FC Mulhouse                | 6                          |         |         |                      |                      |

#### Finale
L'US Ivry s'incline de justesse en finale devant le FC Mulhouse (4-4 t. a. b. 1-2),.
| Entraîneur :     |
| Henrique Marques |

| Entraîneur :    |
| Xavier Desmuth, |

| Entraîneur :     |
| Henrique Marques |

| Entraîneur :    |
| Xavier Desmuth, |

Les Rouge et Noir d'Ivry se consolent avec le titre de meilleur buteur de Chimel Vita (13 buts) et le challenge du fair-play.

### Classement final
| # | Club                    | Ligue régionale de football |
| - | ----------------------- | --------------------------- |
| 1 | FC Mulhouse             | Alsace                      |
| 2 | US Ivry                 | Paris-Île de France         |
| 3 | ASC Créteil Futsal      | Paris-Île-de-France         |
| 4 | COS Villers-lès-Nancy   | Lorraine                    |
| 5 | Communaux de Cambrai    | Nord-Pas-de-Calais          |
| 6 | Ensemble Vaulx-en-Velin | Rhône-Alpes                 |
| 7 | SC Béziers              | Midi-Pyrénées               |
| 8 | FC Picasso Échirolles   | Rhône-Alpes                 |